# Треножник

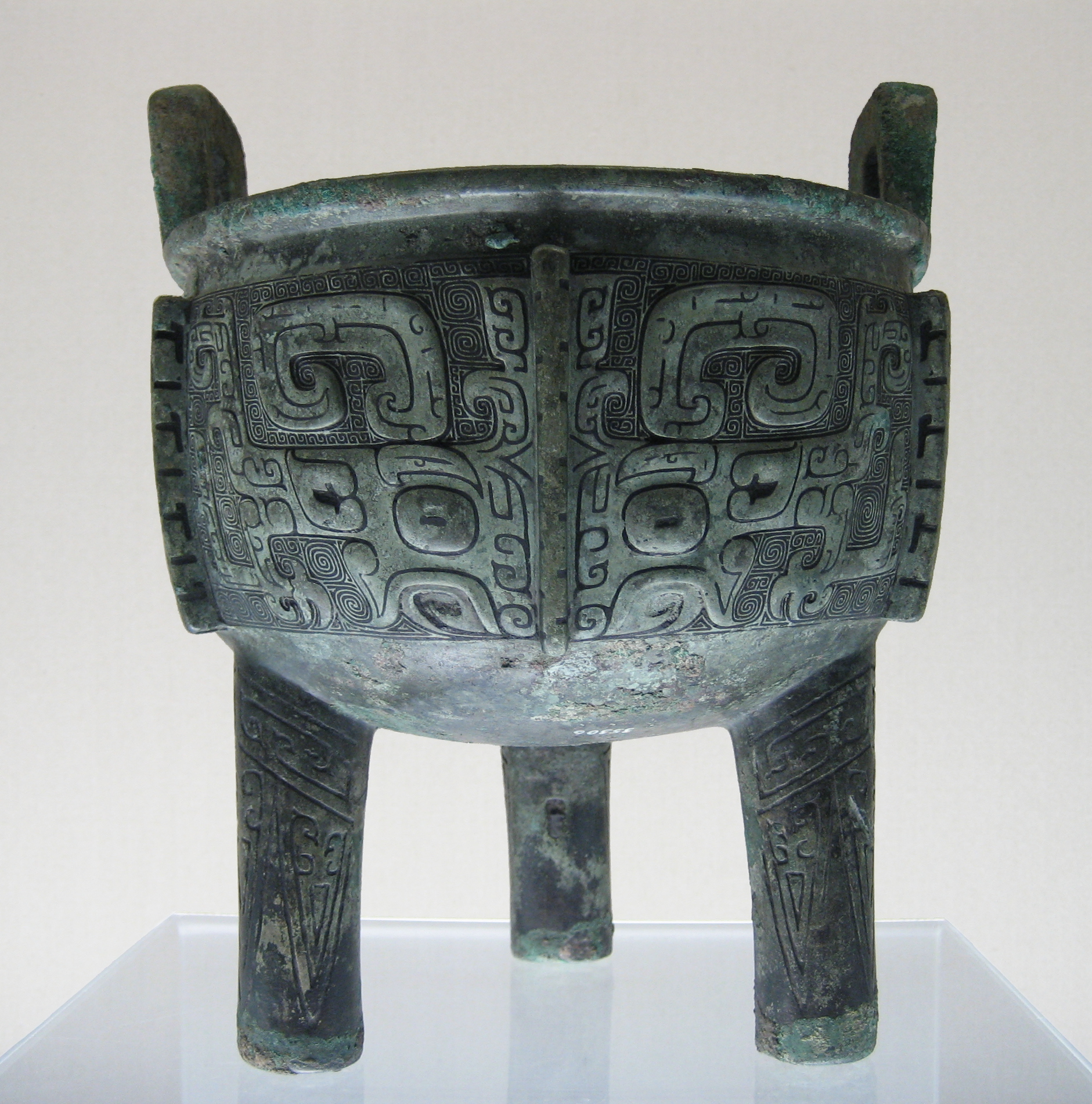
Жертвенный треножник Дин конец династии Шан, Шанхайский музей

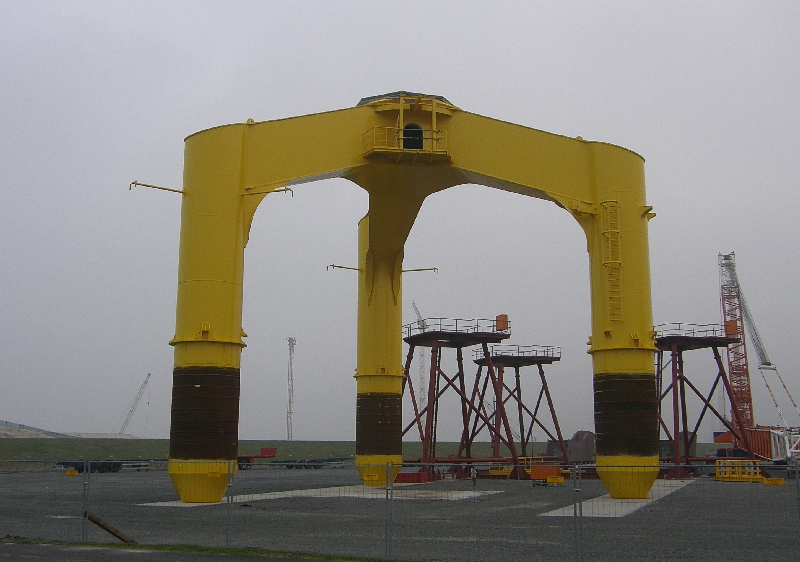
тренога на турбине

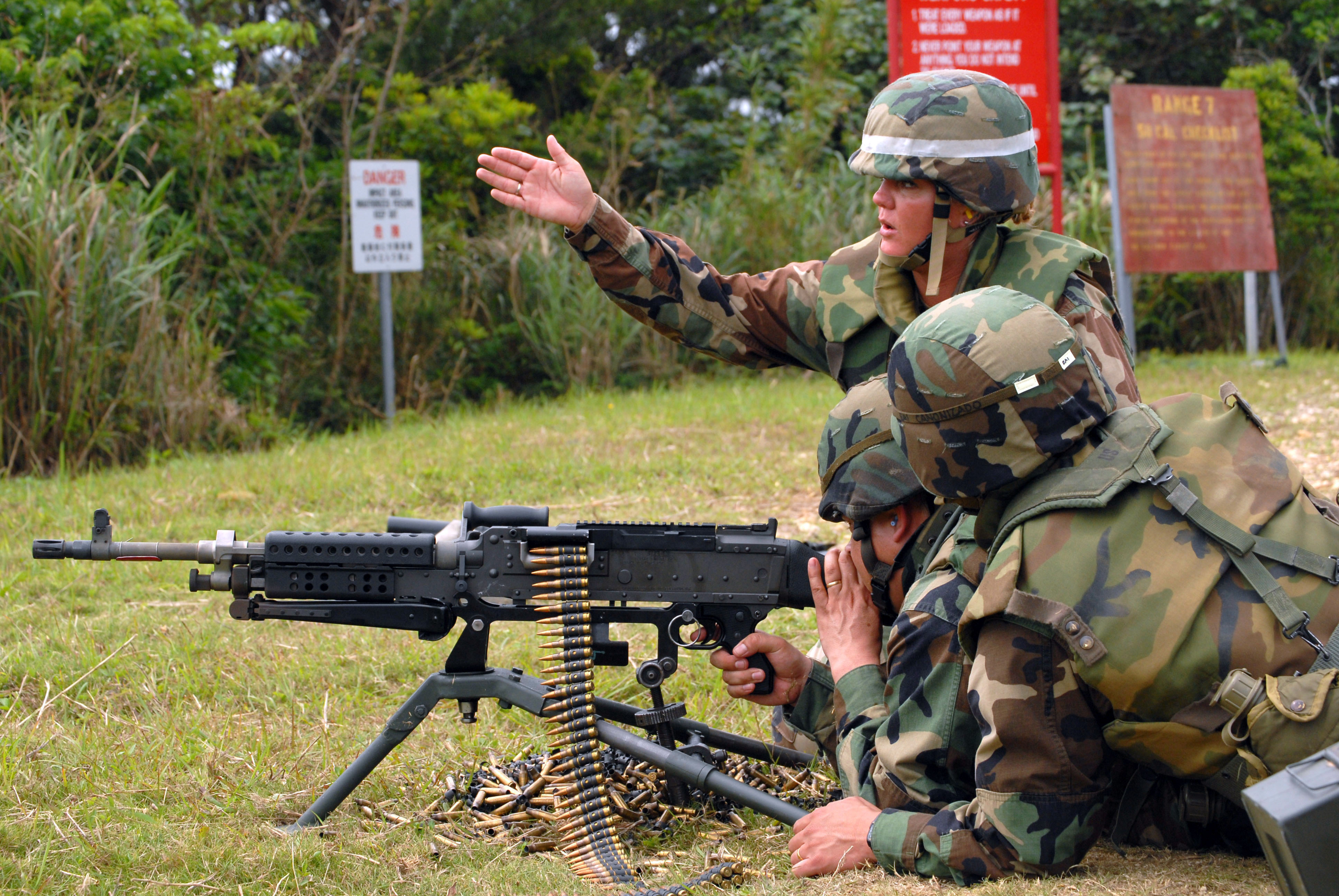
тренога в основании пулемёта

Трено́жник (трено́г, трено́га, трено́жник, трено́жка, трено́ги) (др.-греч. τρίπους, от др.-греч. τρι — «три» и др.-греч. πους — «нога»; Tripodion) — металлический котёл с тремя ножками, а также любая утварь на трёх подставках. В домашнем хозяйстве треножник применяли для разогревания воды и пищи. Изготовляли из различных материалов, мог быть культовым предметом, призом в борьбе, священным даром богам (например Аполлону). Треножники находили применение в архитектуре в качестве декоративного элемента (акротерий). В Дельфах треножник использовали как сиденье для пифии. В геометрическом периоде преобладали цельные треножники, украшенные орнаментом и рельефом. Начиная с архаического периода стали изготовлять так называемые «посоховые треножники» — треножники, обособленные от котла. У этрусков и римлян часто были богато украшены.
3 точки опоры делали сосуд наиболее простым в изготовлении и устойчивым. Как следствие, прототипы треножника можно найти во многих первобытных культурах.

## Треножник в эпоху Гомера и Гесиода
Гомер часто упоминал использование треножника при обрядах теоксении, при воздаянии похвалы, в качестве награды победителям атлетических агон. Гесиод свидетельствовал о награждении треножником победителей поэтических агон, сообщая о своём участии в состязании аэдов и получении им «ушатого треножника».
В ту эпоху треножники украшали и наносили на них надписи, посвящённые различным богам.